# Georges Walter
Georges Walter (Budapest, 26 de marzo de 1921 − 3 de octubre de 2014) fue un escritor francés de origen húngaro, periodista de prensa, radio y televisión, y letrista de canciones.
En 1967, publicó su primera novela, Les enfants d'Attila. Presentó las noticias de televisión en la O.R.T.F. (radio-televisión francesa) de 1969 a 1970. Más tarde se incorporó al equipo de redactores de la publicación de Italiques, producida por Marc Gilbert en 1971. Posteriormente se ocupó del servicio de radio-televisión del diario Le Figaro.